# Bilko pomaga čebelici Eli
Bilko pomaga čebelici Eli je kratka sodobna pravljica za otroke. Napisal jo je Stane Ivanov. Izšla je leta 2009 pri založbi Otroci, ilustrirala jo je Veronika Vesel.

## Vsebina
Bilko se odpravi iz gozda. Po poti opazi, da je s cveta padla čebela. Pohiti do nje in ji pomaga. Ponudi ji svoj dom in oskrbo dokler ne ozdravi. Čebelica se mu predstavi in sprejme njegovo pomoč. Ko ozdravi se vrne k svoji družini.

## Liki
Glavni književni osebi sta škrat Bilko in čebelica Eli.  Bilko je škrat, ki živi v gozdni votlini. Stranske književne osebe so ptice in pajek.

## Analiza pravljice
Kratka sodobna pravljica Bilko pomaga čebelici Eli (2009), ki jo je napisal Stane Ivanov je slikanica. Pripovedovalec v pravljici je prvoosebni in tretjeosebni ali vsevedni. Dogajalni prostor je Bilkov dom in bližnji hrib. Pravljica se začne sobotnega jutra in konča čez deset dni, ko čebelica Eli ozdravi. 